# 長谷川伸シリーズ
『長谷川伸シリーズ』（はせがわしん シリーズ）はNETテレビ・東映制作の日本のオムニバス時代劇テレビドラマ。1972年10月4日から1973年4月25日まで放送された。

## 概要
大衆文学の父といわれた作家長谷川伸の作品群から『沓掛時次郎』『中山七里』『関の弥太っぺ』『瞼の母』などの股旅物を中心とする傑作をドラマ化。

## スタッフ
- 原作：長谷川伸
- 監修：村上元三
- 企画：マキノ雅弘、俊藤浩滋、渡辺洋一、翁長孝雄、越前進、久保寺生郎、小川三喜雄
- プロデューサー：上月信二、郡杉昭、秋田亨、小倉浩一郎、畑利明
- 音楽：木下忠司
- 演奏：スクリーン・ミュージック
- 主題歌：五木ひろし「旅鴉」
- 監督：山下耕作、稲垣浩、マキノ雅弘、工藤栄一 他
- 協力：タケワキプロダクション（第4話）、プロダクション・オスカー、制作プロ（第1話～第2話、第4話）
- 制作協力：勝プロダクション（第6話・第7話）、中村プロダクション、三船プロダクション（第15話・第16話・第26話）
- 制作：NET、東映

## 放送リスト
| 各話   | 作品名            | 脚本              | 監督       | 出演者 |
| ------ | ----------------- | ----------------- | ---------- | --- |
| 第1話  | 沓掛時次郎        | 結束信二          | 山下耕作   | 沓掛時次郎：鶴田浩二 おきぬ：松尾嘉代 蛙ヶ池の仙太：田中邦衛 大野木の百助：遠藤辰雄 太郎吉：池田義彦 苫屋の半太郎：楠本健二 明神の親分：小田部通麿 その他：藤浩、丘路千、熊谷武、野口貴史、川谷拓三、土橋勇、藤永照夫 ナレーター：小沢栄太郎 六ツ田の三蔵：菅原文太                                                                     |
| 第2話  | 沓掛時次郎 后編   | 同上              | 同上       | 沓掛時次郎：鶴田浩二 おきぬ：松尾嘉代 おろく：三益愛子 大野木の百助：遠藤辰雄 聖天の権太郎：天津敏 太郎吉：池田義彦 苫屋の半太郎：楠本健二 安兵衛：北村英三 その他：林彰太郎、秋山勝俊、高並功、疋田泰盛、市川裕二、村居京之輔、岩尾正隆、前川良三、小峰一男、毛利清二 蛙ヶ池の仙太：田中邦衛 ナレーター：小沢栄太郎 八丁徳：片岡千恵蔵 |
| 第3話  | 雪の渡り鳥        | さわさかえ        | 井沢雅彦   | 鯉名の銀次：杉良太郎 爪木の卯之吉：江原真二郎 五平：小栗一也 大鍋：中山昭二 帆立：高品格 その他：松木路子、中島正二、国一太郎、山本弘、佐名手ひさ子、梶本潔、古川ロック、大木晤郞、平河正雄、西山清孝、井上茂、山田雅秀、南山貴文、池田弘美 お市：松原智恵子 ナレーター：小沢栄太郎                                                     |
| 第4話  | 中山七里          | 加藤泰            | 原田隆司   | 竹脇無我、梓英子、菅貫太郎、戸浦六宏、島田順司、谷村昌彦、玉川長太、川浪公次郎、有川正治、大木悟郎、岩尾正隆、小島恵子、笹木俊志、池田謙治、島田秀雄、司京子、古城門昌美、野村鬼笑、市川裕二、畑中怜一、有島淳平、壬生新太郎、松原健司                                                                                                  |
| 第5話  | 町のいれずみ者    | 結束信二          | 河野寿一   | 近藤正臣、河原崎建三、北林早苗、左右田一平、藤岡重慶、富田仲次郎、田坂都、永野達雄、波田久夫、海老江寛、石沢健、千葉保、徳田実、入江慎也、三木昭八郎、有島淳平、野村鬼笑、池田謙治、和田昌也、藤本秀夫、藤沢徹夫、美松艶子、春藤真澄、伊玖野暎子、稲村理恵、大原麗子                                                                    |
| 第6話  | 一本刀土俵入      | 直居欽哉          | 安田公義   | 勝新太郎、小池朝雄、春川ますみ、青山良彦、大滝秀治、関山耕司、勝村淳、古川ロック、寺島雄作、沖時男、九段吾郎、原田力、薮内武司、森下耕作、石原須磨男、山岡鋭二郎、太田優子、丘夏子、新関順司郎、渡辺満男、新田章、三田雅美 |
| 第7話  | 一本刀土俵入 後編 | 同上              | 同上       | 勝新太郎、滝田裕介、加藤嘉、山本麟一、浜田雄史、勝村淳、山本一郎、森章二、出水憲治、宮村武子、島田正六、北野拓也、小柳圭子、岡田茉莉子、 |
| 第8話  | 江戸の巾着切り    | 野波静雄          | 井沢雅彦   | 長門裕之、佐々木剛、永野裕紀子、堺左千夫、鮎川浩、陶隆、神戸瓢介、八代響子、日高久、熊谷武、大河内宏太郎、村居京之輔、井上博嗣、土田ゆかり、松田賢一、藤田弓子、なべおさみ |
| 第9話  | 人斬り伊太郎      | 鈴木兵吾          | 齋藤武市   | 丹波哲郎、鰐淵晴子、川地民夫、松平純子、藤浩、堺左千夫、深江章喜、野上千鶴子、小田部通麿、高並功、簑和田良太、平沢彰、久野四郎、鴨田喜良、成瀬正孝、藤沢徹夫、山田良樹、松田利夫、牧淳子、疋田泰盛、比嘉辰也、道井和仁、山下義明、前川良三                                                                                              |
| 第10話 | 旅の風来坊        | 藤木弓            | 稲垣浩     | 片岡千恵蔵、伊吹吾郎、富田仲次郎、赤木春恵、北原義郎、勝部演之、利根はる恵、岩田直二、天王寺虎之助、阿木五郎、浜伸二、佐々木松之亟、中村豊、遠山金次郎、野口鬼笑、岡嶋艶子、有島淳平、小峰一男、大月正太郎、矢奈木邦二郎、中村玉緒 |
| 第11話 | 三ツ角段平        | 宮川一郎          | 村野鐵太郎 | 天知茂、木暮実千代、石山健二郎、天津敏 |
| 第12話 | 頼まれ多九蔵      | 松村正温          | 三隅研次   | 若山富三郎、高城丈二、水島道太郎、大木実 |
| 第13話 | 旅の馬鹿安        | 鈴木兵吾          | 工藤栄一   | 北島三郎、高田美和、日色ともゑ、松山英太郎、岡八朗 |
| 第14話 | 江戸の花和尚      | 吉岡昭三          | 井沢雅彦   | 植木等、左とん平、中山麻里、多々良純 |
| 第15話 | 関の彌太ッぺ      | 成沢昌茂          | 土居通芳   | 萬屋錦之介、中村伸郎、仲谷昇、西村晃 |
| 第16話 | 関の彌太ッぺ 後編 | 同上              | 同上       | 萬屋錦之介、中村伸郎、仲谷昇、西村晃 |
| 第17話 | 越後獅子祭        | 飛鳥ひろし        | 佐々木康   | 森進一、新藤恵美、山口いづみ、葉山良二、天本英世 |
| 第18話 | 暗闇の丑松        | 衣笠貞之助        | マキノ雅弘 | 長谷川一夫、山本富士子、清川虹子、水島道太郎 |
| 第19話 | 暗闇の丑松 後編   | 同上              | 同上       | 長谷川一夫、山本富士子、水島道太郎、赤木春恵 |
| 第20話 | 髭題目の政        | 高岩肇            | 工藤栄一   | 菅原文太、渚まゆみ、殿山泰司、小池朝雄 |
| 第21話 | 獄門お蝶          | 西沢裕子          | 井沢雅彦   | 江波杏子、待田京介、工藤明子、小松方正 |
| 第22話 | 抱き寝の長脇差    | マキノ雅弘 滝沢一 | 松尾正武   | 渡哲也、丘みつ子、春川ますみ、嵐寛寿郎 |
| 第23話 | たった一人の女    | 松村正温          | 大西卓夫   | 山口崇、松本留美、河野秋武、金子信雄 |
| 第24話 | 刺青奇偶          | マキノ雅弘        | マキノ雅弘 | 菅原文太、吉行和子、高津住男、万代峰子 |
| 第25話 | 道中女仁義        | 宮川一郎          | 佐々木康   | 美空ひばり、浅丘ルリ子、神田隆、香山武彦 |
| 第26話 | 直八子供旅        | 池田一朗          | 土居通芳   | 萬屋錦之介、波乃久里子、御木本伸介、高橋昌也 |
| 第27話 | 殴られた石松      | 結束信二          | 大西卓夫   | 松方弘樹、目黒祐樹、三条泰子、大友柳太朗 |
| 第28話 | 瞼の母            | 野上龍雄          | 山下耕作   | 高橋英樹、村井国夫、山田桂子、月丘夢路、永野裕紀子 |
| 第29話 | 蝙蝠安            | 高岩肇            | 山下耕作   | 若山富三郎、浜木綿子、大木実、石山律 |
| 第30話 | 六車の額太郎      | 高岩肇            | 倉田準二   | 林与一、藤田弓子、原健策、中村竹弥 |

- ナレーター：小沢栄太郎

## 備考
- 本作は、基本的に東映本社と東映京都撮影所の制作であるが、第6話・第7話の「一本刀土俵入（前後編）」は勝プロダクション、第15話・第16話の「関の彌太ッぺ（前後編）」と第26話の「直八子供旅」は中村プロダクションと三船プロダクションと言った様に、エピソードによっては外部の制作会社が手掛けると言う事もあった。
- 前述の「関の彌太ッぺ（前後編）」や「直八子供旅」に主演した萬屋錦之介は、本作がスタートした年の1972年に「中村錦之助」から改名した事もあり、当該エピソードのオープニングのキャスト紹介では、「（中村錦之助改メ）萬屋錦之介」と表記されていた。
- 本作の劇中で使用された劇中音楽は、全て木下忠司が手掛けたものだが、後に木下忠司が音楽を手掛けた「破れ傘刀舟悪人狩り」（1974年 - 1977年、NET・三船プロダクション）や「桃太郎侍」（1976年 - 1981年、日本テレビ・東映）などに流用される形で使用されている（なお、初期のエピソードでは『水戸黄門』の劇中音楽も使用されていた）。

## 映像ソフト
- 一般家庭にビデオが普及する前の1981年頃、東映芸能ビデオから第3話「雪の渡り鳥」を収録したビデオが4万円で発売されていたことがある[1]。
- 2010年7月21日に全話収録のDVD-BOXが発売された。